# Thomas Joseph Tobin

Bischofswappen von Thomas Joseph Tobin

Thomas Joseph Tobin (* 1. April 1948 in Pittsburgh) ist ein US-amerikanischer römisch-katholischer Geistlicher und emeritierter Bischof von Providence.

## Leben
Thomas Joseph Tobin empfing am 21. Juli 1973 die Priesterweihe.
Papst Johannes Paul II. ernannte ihn am 3. November 1992 zum Weihbischof in Pittsburgh und zum Titularbischof von Novica. Der Bischof von Pittsburgh, Donald William Wuerl, spendete ihm am 27. Dezember desselben Jahres die Bischofsweihe; Mitkonsekratoren waren Anthony Gerard Bosco, Bischof von Greensburg, und Nicholas Carmen Dattilo, Bischof von Harrisburg.
Am 5. Dezember 1995 wurde er zum Bischof von Youngstown ernannt und am 2. Februar des nächsten Jahres in das Amt eingeführt. Am 31. März 2005 wurde er zum Bischof von Providence ernannt und am 31. Mai desselben Jahres in das Amt eingeführt. 2019 geriet er in die Schlagzeilen mit Äußerungen, die als homosexuellenfeindlich interpretiert wurden.
Papst Franziskus nahm am 1. Mai 2023 das von Thomas Joseph Tobin aus Altersgründen vorgebrachte Rücktrittsgesuch an.